# 上野出入口
上野出入口（うえのでいりぐち）は、東京都台東区にある首都高速道路1号上野線の出入口である。江戸橋JCT方面の出入口のみ設置されているハーフインターチェンジである。

## 接続する道路
- 昭和通り（国道4号）

## 周辺
- 上野駅
- 京成上野駅
- 御徒町駅
- 上野御徒町駅
- 末広町駅
- 仲御徒町駅
- 湯島駅
- 上野松坂屋
- ヨドバシカメラマルチメディア上野
- 上野恩賜公園
  - 西郷隆盛銅像
  - 不忍池
  - 上野の森美術館
  - 上野精養軒
  - 水上音楽堂
  - 恩賜上野動物園
  - 国立科学博物館
  - 国立西洋美術館
  - 東京都美術館
  - 東京国立博物館
  - 東京文化会館
  - 東京芸術大学上野キャンパス
- アメヤ横丁
  - アメ横センタービル
- 鈴本演芸場
- 岩倉高等学校
- 東京地下鉄本社
- お江戸上野広小路亭
- 下町風俗資料館
- 丸井上野店
- 台東区役所
- 平和本社

## 料金所
- レーン数：1
  - ETC・一般：1
  - 閉鎖中：1

## 隣
首都高速1号上野線
(181,182)本町出入口 - (183)上野出入口 - 北上野TB（銀座方面） - (184)入谷出入口